# Ahiram-Sarkophag

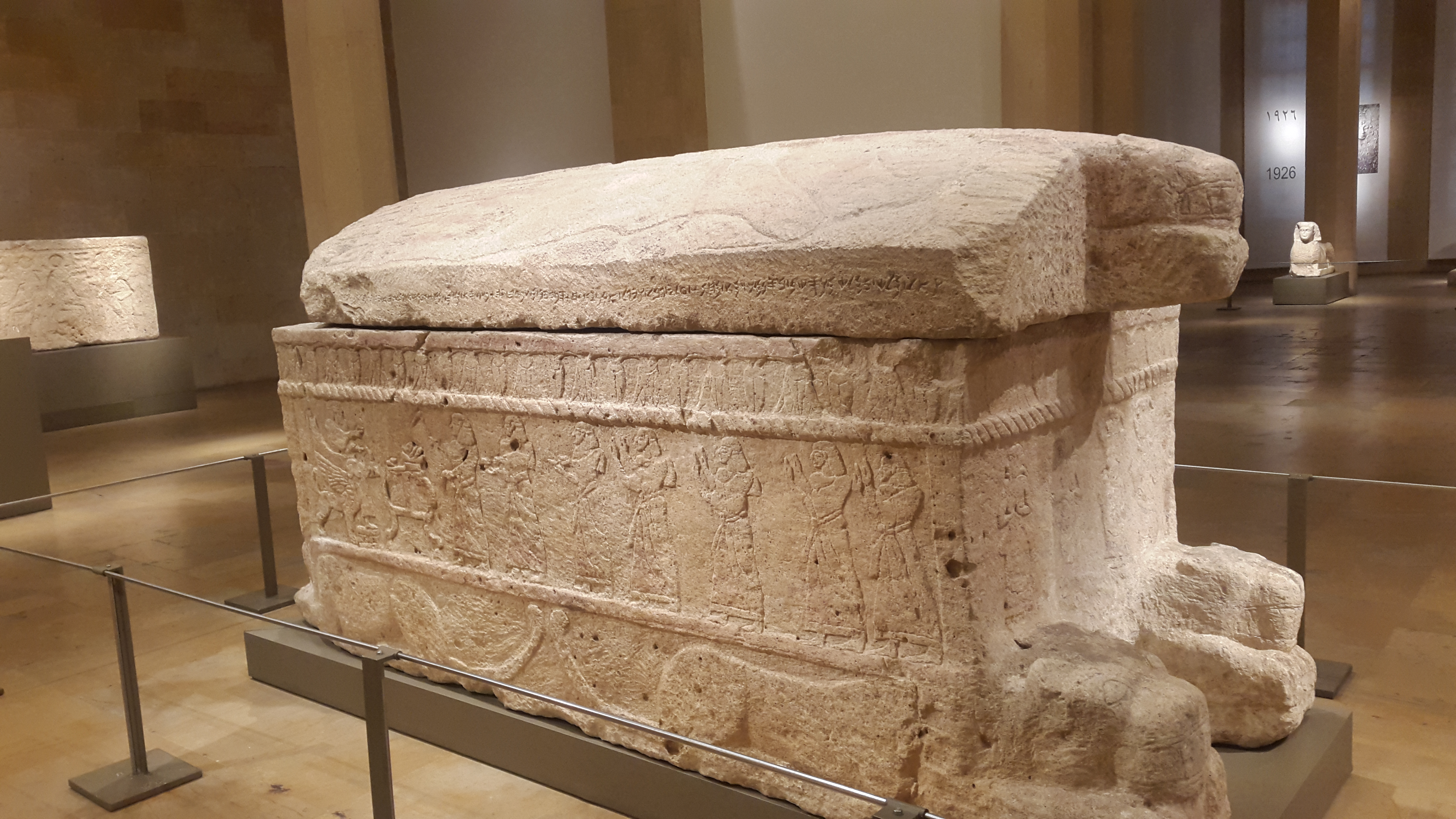
Ahiram-Sarkophag (heute im Nationalmuseum Beirut)

Der Ahiram-Sarkophag ist einer der ältesten und berühmtesten phönizischen Sarkophage. Ahiram (richtiger: Ahirom) war um 1000 v. Chr. ein Kleinkönig der heute im Libanon gelegenen Hafenstadt Byblos.

## Fundort
Der Ahiram-Sarkophag wurde – zusammen mit zwei weiteren, aber schmucklosen Kalksteinsärgen – im Jahr 1923 von dem französischen Archäologen Pierre Montet im ca. 10 m tiefen Grab V der Königsnekropole von Byblos entdeckt. Er befindet sich heute im Nationalmuseum Beirut.

## Sarkophag

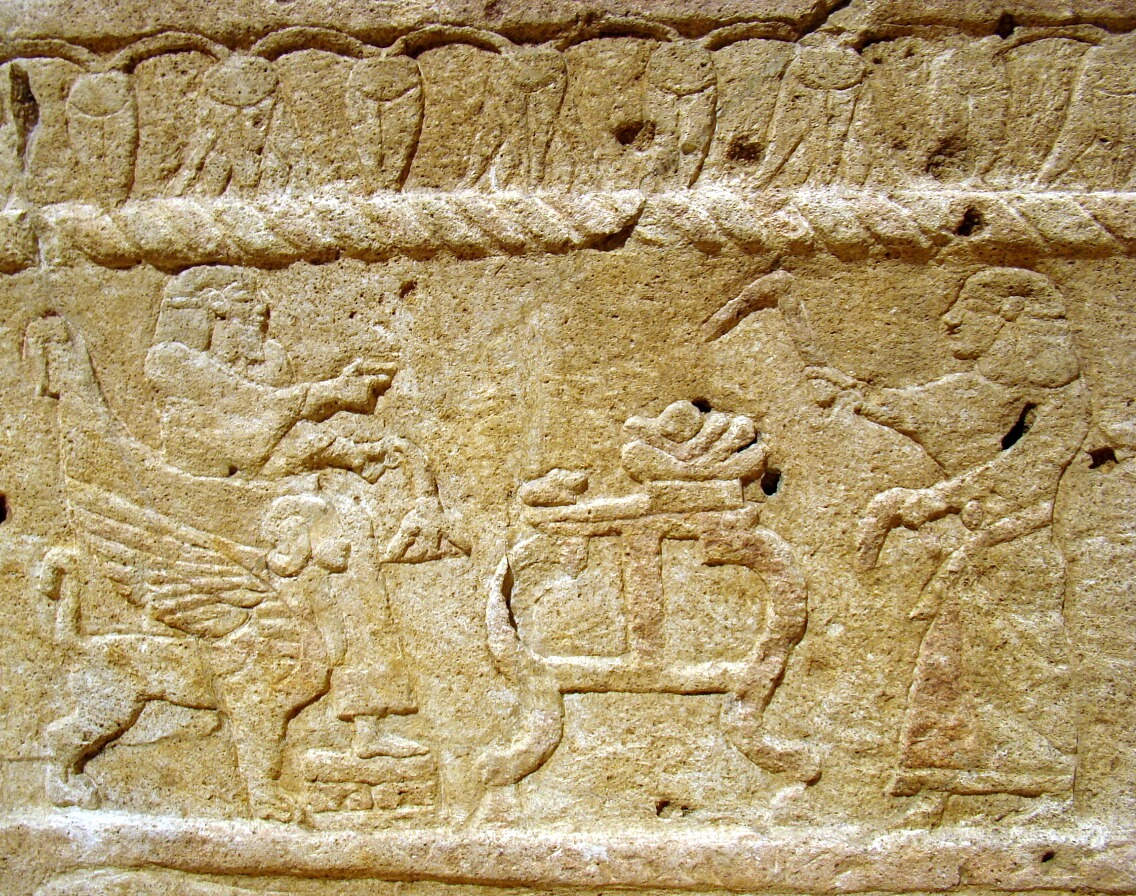
Ahiram-Sarkophag (Sphingen-Thron, Gabentisch und Dienerin mit Fliegenwedel)

Der längsrechteckige Kalksteinsarg mit seinem nach oben gewölbten Deckel und einem erhabenen, rundum laufenden Seilmotiv ruht auf vier sprungbereit kauernden Löwenfiguren, die Außenwände sind mit verschiedenen Szenen geschmückt. Auf den beiden Längsseiten sind Prozessionen dargestellt: Einerseits sieht man den Herrscher auf einem von geflügelten Sphingen gerahmten Thron sitzen. Vor ihm steht ein Tisch, auf den die Träger von Opfergaben zugehen. Auf der anderen Seite eine Trauer-Prozessionszene. Auf den Schmalseiten sieht man weibliche Figuren in Trauergesten (Klageweiber). Auf dem Deckel sind zwei Gestalten mit Lotusblüten abgebildet, die Hebebosse des Deckels sowie die Füße des Sarkophags werden durch Löwenköpfe gebildet. Reste einer ursprünglich reichen Bemalung sind teilweise noch erkennbar.
Der phönizische Stil dieser Zeit zeichnet sich durch die Verschmelzung von ägyptischen und syrischen Stilelementen aus. Die Form des Sarkophags ist nach ägyptischem Vorbild gearbeitet. Auch Thematik und Ausführung der Darstellungen sind ägyptisch beeinflusst. Der Lotusfries ist klar ein ägyptisches Schmuckelement, das zweite Band syrischen Ursprungs und auch die Löwen gehören zum syrischen Formenschatz.

## Inschriften

### Sarkophaginschrift
Auf einem Band der Schmalseite der Sarkophagwanne und auf dem Rand einer Breitseite des Deckels befindet sich eine zweiteilige (A und B), 38 Wörter umfassende phönizische Inschrift im altbyblischen Dialekt, die als eine der ältesten phönizischen Inschriften überhaupt gelten kann.
In hebräische Quadratschrift transkribiert lautet die Inschrift wie folgt:

“(1) ארן ז פעל [א]תבעל בן אחרם מלך גבל לאחרם אבה ב שתה בעלם‎ (2) ואל מלך במלכם וסכן בס(כ)נם ותמא מחנת עלי גבל ויגל ארן זן תחתסף חטר משפטה תהתפך כסא מלכה ונחת תברח על גבל והא ימח ספרה לפן גבל”

Nach Lehmann lautet die Übersetzung:
(A) „Zum Sarkophag machte dies Ittobaal, Sohn Ahiroms, König von Byblos, für seinen Vater Ahirom;

fürwahr, er setzte ihn damit ins Verborgene“

(B) „Und wenn ein König unter Königen

und Statthalter unter Statthaltern,

und Heerlagerkommandant Byblos überfällt,

und deckt dann diesen Sarkophag auf –

es sei entblättert der Stab seiner Gerichtsamkeit,

sei umgestürzt der Thron seins Königtums,

und die Ruhe fliehe von Byblos.

und er – man lösche seinen Memorialeintrag für die Totenpflege.“
Die Datierung des Sarkophags ist stark kontrovers. Während Helene Sader, Ellen Rehm und andere ihn auf Grund archäologisch-kunsthistorischer Analogien in das 13. Jahrhundert v. Chr. datieren, treten andere wegen der so früh nicht möglichen Schriftgestalt der Inschrift für eine jüngere Datierung um 1000 v. Chr. ein. Eine neue paläographische und philologische Aufarbeitung des Textes durch R. G. Lehmann hat jedoch gezeigt, dass die schrifthistorisch nicht vor dem 10. Jahrhundert mögliche Inschrift im Zuge einer Wiederverwertung des Sarkophags sekundär angebracht wurde, so dass einer Frühdatierung des Sarkophags, dann allerdings ohne Inschrift, nichts entgegensteht.
Die Gestalt des Ahirom ist ansonsten nicht bekannt. Der Name ist eine frühe phönizische Form des Namens Hiram; Verbindungen mit aus dem Alten Orient oder dem Alten Testament bekannten Trägern dieses Namens (nach Flavius Josephus Hiram I. von 978–944 v. Chr. phönizischer König von Tyros zu Zeiten Salomons) sind möglich, aber nicht beweisbar.

### Grabinschrift
Eine zweite, ältere und kürzere Inschrift fand sich an der Südwand des Schachts von Grab V der Königsnekropole von Byblos. Transkribiert lautet sie:

“(1) לדעת (2) הן יפד לך (3) תחת זן”

Sie wird meistens als Warnung an Grabräuber aufgefasst. Nach der Neuentzifferung von R. G. Lehmann ist sie allerdings zu übersetzen:

„In Bezug auf Erkenntnis:
Hier nun demütige dich jetzt
in diesem Untergeschoss“

und bezieht sich möglicherweise auf Initiationsrituale, die einst in der Grabanlage stattgefunden haben.